# ウレアプラズマ感染症
ウレアプラズマ感染症(Ureaplasma infection)は、ウレアプラズマ科の2種の細菌による感染症であり、ウレアプラズマ・ウレアリチカムが原因となることが最も一般的で、ウレアプラズマ・パルバムも原因となる。ウレアプラズマ感染症は性感染症の一種であるが、無症状の女性でもウレアプラズマを保菌していることがあるし、健康状態が良ければ通常は無症状である。
しかし、ウレアプラズマ属を保菌してれば、健康な女性の膣内細菌叢（vaginal flora）とはいえない。このバクテリアに感染していることは、細菌性膣炎や骨盤腹膜炎の一因となるためである。また非淋菌性尿道炎の主要な原因でもある。垂直感染により、産前産後に子どもへ感染することがある。